# Enosima
Enosima is een geslacht van vlinders van de familie snuitmotten (Pyralidae), uit de onderfamilie Phycitinae.

## Soorten
- E. leucotaeniella Ragonot, 1888
- E. neesimella Ragonot, 1901